# Barr Rosenberg
Barr Marvin Rosenberg (* 13. November 1942 in Berkeley, Kalifornien, USA) ist ein amerikanischer Wissenschaftler, Ökonom und Unternehmer.

## Leben
Barr Rosenberg wurde 1942 als Sohn von Marvin Rosenberg und Dorothy Fraser geboren. Am 8. September 1966 heiratete er Juni Diane Weinstock.
Rosenberg beendete 1963 sein Studium an der Universität von Kalifornien in Berkeley mit einem Bachelor of Arts. Anschließend erwarb er 1965 einen Master of Science in Wirtschaftswissenschaften an der London School of Economics. Abschließend promovierte er 1968 in Philosophie an der Harvard University. Bis 1974 arbeitete er dann als Assistenzprofessor an der Universität Kalifornien, wurde dort Außerordentlicher Professor und 1978 zum ordentlichen Professor für Betriebswirtschaftslehre. Zwischen 1979 und 1981 war er Regisseur des Berkeley Program in Finance.

## Unternehmer
Rosenberg gründete 1975 die Firma Barr Rosenberg Associates in Berkeley. Die Firma entwickelte und vertrieb eine Software, um das von Rosenberg (mit)entwickelte Multi-Faktor-Modell für Finanzinvestments (vor allem Aktien) in der Praxis nutzen zu können. Das in der Branche nur Barra genannte Produkt entwickelte sich rasch zum De-facto-Standard für die Analyse von Aktienportfolios. Im Jahr 2004 kaufte MSCI das Unternehmen, das zu diesem Zeitpunkt Barra (bzw. Barra, Inc.) hieß.
MSCI entwickelt und vertreibt nach wie vor ein Produkt mit dem Namen BarraOne, was partiell immer noch auf dem Multi-Faktor-Modell von Rosenberg basiert.